# Jerry Fodor
Jerry Alan Fodor (22. april 1935 – 29. november 2017) je bil ameriški filozof in kognitivni znanstvenik.

## Življenjepis
Jerry Fodor, rojen 22. aprila 1935, znan kot eden najpomembnejših filozofov duha na koncu 20. in začetku 21. stoletja, je umrl 29. novembra 2017.
Bil je častni profesor filozofije in kognitivne znanosti na centru za kognitivne znanosti na univerzi Rutgers. Tam je učil od leta 1988 do upokojitve leta 2012.

Noam Chomsky, svetovno znan jezikoslovec in filozof, je za osmrtnico izjavil:

"Jerry Fodor je bil 'oče' sodobne kognitivne znanosti in glavni v njenem razvijanju skozi leta. Bil je tudi pomembna osebnost v sodobni filozofiji jezika in duha. Njegovi inovativni prispevki so imeli širok vpliv tako v jezikoslovju kot v psihologiji jezika. Njegova komputacijsko-reprezentativna teorija duha je bila več let zlati standard v stroki. Njegove analize konceptov in vloge 'jezika duha' so nepresežene v svoji globini in pomembnosti. Vedno živahen in s stilom. Čudovita oseba in cenjen prijatelj 60 let.".

Rojen je bil v New Yorku. Šolal se je na univerzi Columbia. Leta 1960 je dokončal še doktorat iz filozofije na univerzi Princeton.
Od leta 1959 do 1986 je poučeval na MIT. Kasneje, leta 1988, pa na univerzitetnem centru CUNY in na univerzi Rutgers.
Fodor je ustanovil univerzitetni center Rutgers za kognitivno znanost, ki je takoj pritegnil znane znanstvenike tako v center kot filozofski oddelek.
Ernest Lepore je izjavil, da je bil Fodor "Philosophical rock star". "Začel je s filozofijo jezikov v 60. letih 20. stoletja, napredoval k filozofiji duha in kar spotoma ustvaril področje kognitivne znanosti." 
Barry Loewer, vodja oddelka za filozofijo in direktor univerzitetnega centra Rutgers za filozofijo in znanosti, je izjavil: "Jerry je bil najbolj duhovit in živahen mislec in pisatelj, ki sem jih kadar koli poznal. V 70. letih 20. stoletja je revolucioniral filozofijo duha, ko je ovrgel takrat prevladujoč Wittgensteinov behavioristični konsenz, in s tem pokazal kako lahko kognitivna znanost pojasni in udomači misli in mišlenja,". 
Fodor je avtor številnih vplivnih knjig in člankov. Med njimi sta bili najvplivnejši knjigi Jezik razmišljanja (ang. The Language of Thought), izdana 1975, in Modularnost duha (ang. Modularity of Mind), izdana 1983. V prvi je razvil svojo teorijo o jeziku razmišljanja, empirično hipotezo o naravi mišljenja, v kateri ima mišljenje strukturo jeziku podobnega kompozicijskega sistema simbolov, ki so fizično realizirani v možganih. V drugi je razvil svojo zelo vplivno hipotezo o modularnosti arhitekture duha. V njej ga deli na prirojene strukture nevronov, ki so se razvili in dobili specifične funkcije. Ti "moduli" so neodvisni eden od drugega in tudi od osrednje procesne enote, zadolžene za razum in spoznavanje. Iz tega sledi, da razum ne more vplivati na dogajanje v modulih, kot so najosnovnejši procesi zaznavanja.
"Težko je pripisati prevelik pomen njegovim idejam in posledičnim debatam v filozofiji duha in jezika, v kognitivni in razvojni psihologiji ter v kognitivni znanosti na vse znanstvenike, ki so se strinjali s Fodorjem in ki so mu nasprotovali njegovim idejam," je izjavil Lepore. "Nihče na teh področjih ne more ignorirati njegovega dela." 
Ta in številna druga stališča, ki jih je Fodor branil v svoji karieri, so bila kontroverzna in psihologi, nevroznanstveniki, biologi ter filozofi so pogosto razpravljali o njih. Toda malo filozofov, če sploh kdo, je bilo bolje pripravljenih braniti stališča kot Fodor, tako na teoretičnem ozadju kot z empiričnimi spoznanji. Fodor je bil znan kot močen nasprotnik v filozofskih debatah. "Lahko je bil divji v debatah, a nikoli ni bilo osebno. Vedno je bil zelo skromen. Če si prišel k njemu in rekel: 'Hej, prebral sem tvoj članek in menim, da je res dober', je zardel," je izjavil Lepore. 
Fodorja ni ustavil sloves ljudi ali krajev. Leta 2010 je bil povabljen na govor o Charlesu Darwinu v Darwinovo dvorano na univerzo v Londonu. Prišel je do spoznanja, da je Darwinova teorija o naravnem izboru "sama po sebi pomanjkljiva in ne more biti popravljena". Skupaj z biologom Massimom Piattelli-Palmarinijem je napisal knjigo What Darwin Got Wrong, izdano leta 2010, ki je bila pozitivno sprejeta s strani številnih biologov. "Svoj govor v Darwinovi dvorani je začel z besedami 'Prišel sem opravit eksorcizem'," se spominja Lepore. 
Preživeli so ga njegova žena Janet Dean Fodor, ki je častna profesorica jezikoslovja na univerzitetnem centeru CUNY, in dva odrasla otroka.

### Izobrazba
- Univerza Columbia, 1952-56
- Univerza Princeton, 1956-60
- Univerza v Oxfordu, 1960-61

### Delovna kariera
- Asistent, oddelek za humanistiko, MIT,1959-60.
- Docent, oddelek za humanistiko, MIT, 1961-1963.
- Izredni profesor, oddelek za psihologijo in fizolofijo, MIT1963-69
- Redni profesor, oddelek za psihologijo in fizolofijo, MIT 1969-1986.
- Zaslužni profesor, Univerzitetni center CUNY, 1986-1988.
- Asistent, Univerzitetni center CUNY, 1988-1994.
- New Jersey redni profesor filozofije, Rutgersova univerza, 1988-2016[14]

Poučeval tudi na: 
- Univerza v Chicagu, Illinois
- Univerza Yale
- SUNY Binghamton
- Univerza Kalifornije, Berkeley
- Univerza v Torontu

## Nagrade in častna društva

### Nagrade
- New York State Regents' Fellow
- Woodrow Wilson Fellow (Univerza Princeton)
- Chancellor Greene Fellow (Univerza Princeton)
- Fulbright Fellow (Univerza v Oxfordu)
- Fellow, Center for Advanced Study in The Behavioral Sciences
- Guggenheim Fellow

### Častna društva
- Phi Beta Kappa
- Ameriška akademija umetnosti in znanosti

## Dela

### Knjige
Imena v oklepajih so slovenski približki prevodu
- What Darwin Got Wrong (O čem se je Darwin motil), z Massimo Piattelli-Palmarini, Farrar, Straus in Giroux, 2010, ISBN 0-374-28879-8.
- LOT 2: The Language of Thought Revisited (Jezik razmišljanja 2 (revidirana izdaja)), Oxford University Press, 2008, ISBN 0-19-954877-3.
- Hume Variations (Humejeve variacije) - Hume kot David Hume, Oxford University Press, 2003, ISBN 0-19-928733-3.
- The Compositionality Papers (Zbirka člankov o skladnosti jezika in duha), z Ernie Lepore, Oxford University Press, 2002, ISBN 0-19-925216-5.
- The Mind Doesn't Work That Way: The Scope and Limits of Computational Psychology (Um ne deluje tako: Obseg in meje komputacijske psihologije), MIT Press, 2000, ISBN 0-262-56146-8.
- In Critical Condition (V kritičnem stanju), MIT Press, 1998, ISBN 0-262-56128-X.
- Concepts: Where Cognitive Science Went Wrong (Koncepti: Glede česa se kognitivna znanost moti), The 1996 John Locke Lectures, Oxford University Press, 1998, ISBN 0-19-823636-0.
- The Elm and the Expert: Mentalese and Its Semantics, The 1993 Jean Nicod Lectures, MIT Press, 1994, ISBN 0-262-56093-3.
- Holism: A Consumer Update, z Ernie Lepore , Grazer Philosophische Studien, Vol 46. Rodopi, Amsterdam, 1993, ISBN 90-5183-713-5.
- Holism: A Shopper's Guide (Holism: Vodič), z Ernie Lepore, Blackwell, 1992, ISBN 0-631-18193-8.
- A Theory of Content and Other Essays (Teorija vsebine drugih esejev), MIT Press, 1990, ISBN 0-262-56069-0.
- Psychosemantics: The Problem of Meaning in the Philosophy of Mind (Psihosemantika: Težava pomena v psihologiji duše), MIT Press, 1987, ISBN 0-262-56052-6.
- The Modularity of Mind: An Essay on Faculty Psychology (Modularnost duha: Esej o fakultativni psihologiji), MIT Press, 1983, ISBN 0-262-56025-9.
- Representations: Philosophical Essays on the Foundations of Cognitive Science (Predstavitve: Filozofski eseji o temeljih kognitivne znanosti), Harvard Press (UK) in MIT Press (US), 1979, ISBN 0-262-56027-5.
- The Language of Thought (Jezik razmišljanja), Harvard University Press, 1975, ISBN 0-674-51030-5.
- The Psychology of Language (Psihologija jezika), z T. Bever in M. Garrett, McGraw Hill, 1974, ISBN 0-394-30663-5.
- Psychological Explanation (Psihološka razlaga), Random House, 1968, ISBN 0-07-021412-3.
- The Structure of Language (Zgradba jezika), z Jerrold Katz, Prentice Hall, 1964, ISBN 0-13-854703-3.

### Članki
Seznam člankov